# Chambave
Chambave (valle d'aostai patois dialektusban Tsambava; walser nyelven Tschambuvu ;1939 es 1946 között neve olaszosítva Ciambave) egy község Olaszországban, Valle d’Aosta régióban.

## Elhelyezkedése

Chambave község Valle d'Aosta térképén

A Dora Baltea folyó központi völgyében helyezkedik el, Aostától 18, Saint-Vincent-tól 7 km-re található.